# 커팅 크루
커팅 크루는 1985년 잉글랜드에서 결성된 록 밴드로, 미국에서 1위를 차지한 적이 있는 "(I Just) Died in Your Arms"라는 노래로 가장 잘 알려져 있는 팝 그룹이다.

## 구성원
- 닉 반 에데 (보컬)
- 케빈 맥마이클 (기타)
- 콜린 페어리 (베이스)
- 마틴 비들 (드럼)

## 기본 정보
- 데뷔 : 1986년 1집 앨범 "Broadcast"

## 경력
- 1988년 : 토니 무어 탈퇴
- 1993년 : 그룹 해체
- 2006년 : 재결성

## 앨범
- 발매 앨범 : Broadcast, The Best Of Cutting Crew
- 기타 앨범 : The Scattering, Campus Mentas